# Реса Колева
Реса Дойчинова Колева e българска камерна певица (мецосопран), вокален педагог, професор в Държавната музикална академия.

## Биография
Реса Дойчинова Колева е родена на 12 юни 1934 г. в град Инсбрук, Австрия, където баща ѝ Дойчин Пенев през тези години се занимава с производство и търговия със зеленчуци. Реса Колева израства в с. Драганово, близо до Горна Оряховица. Тя наследява от родителите си любовта към музиката – баща ѝ обича да свири на флейта, а майка ѝ Мария пее народни песни. В дома им има богата библиотека от български и френски автори. Цялото семейство, заедно с брат ѝ Димитър, участва в местния хор и в художествената самодейност в селото. През 1953 г. завършва средното си образование със специалност „Архитектура“ в Строителния техникум във Велико Търново. Същата година се омъжва за Кольо Колев (1927 – 2006 г.), военен журналист, с който се преместват да живеят в София.
В периода 1957 – 1962 г. Реса Колева се дипломира се с отличие в Държавна музикална академия (ДМА), Вокален факултет, специалност „Оперно пеене“, в класа на проф. Цветана Дякович. От 1964 до 1967 г. следва аспирантура по вокална педагогика в ДМА, която завършва с отличие и кандидатски минимум. Следват специализации по вокална педагогика в: Москва при проф. Оксана Свешникова (1967 г.); Букурещ при проф. Арта Флореску и проф. Емилия Петреску (1970 г.); Лайпциг при проф. Ева Флайшер (1973 г.).

## Концертна дейност
Певческата кариера на проф. Реса Колева е богата. Изнасяла е предимно самостоятелни концерти. Началото е през 1964 г., а първата ѝ голяма изява на сцената с оркестър е първото изпълнение в България на „Стабат матер“ на Перголези на 31 декември 1965 г. Репертоарът ѝ обхваща всички музикални стилове. Особено място заемат българските творби. Тя е дългогодишен активен участник в Прегледите „Нова българска музика“ и е първа изпълнителка на много произведения.
Дългогодишни нейни партньори на сцената са Елена Миндизова, Вера Баева, проф. Жени Захариева, проф. Парашкев Хаджиев и проф. Снежина Гълъбова.
Репертоарът на Реса Колева обхваща 689 песни, барокови арии, арии за мецосопран, партии от оратории и опери. Макар на оперна сцена да е изпълнявала само „Алберт Херниг“ от Бритън, тя още от студентка познава партиите на Амнерис от „Аида“ и Азучена от „Трубадур“ на Верди и Кармен от едноименната опера на Бизе, по-късно разучава още „Орфей“ на Глук и Ефросина от „Момчил“ на Пипков. В концертите си често пее и мецосопрановите арии от „Самсон и Далила“ на Сен Санс, „Вертер“ на Масне, „Фаворитката“ на Доницети, „Иван Сусанин“на Глинка, „Хованщина“ на Модест Мусоргски, от „Княз Игор“ на Бородин, Розина от „Севилският бръснар“ на Росини, „Евгений Онегин“ и „Дама пика“ на Чайковски, „Сватбата на Фигаро“ и „Титус“ на Моцарт и др.
Особено място в репертоара на Реса Колева заемат творбите на Й. С. Бах. Тя е първа изпълнителка в България на арии от кантати на Бах в съпровод с орган, обой и флейта. От 1982 г. е член на Международното Бахово дружество (NBG) със седалище в Лайпциг, Германия.
Списъкът на песенния ѝ репертоар започва с творби от 17 век – Монтеверди, Качини и Карисими, преминава през Хайдн, Моцарт, Бетховен, Шуберт, Шуман, Брамс, Вагнер и Хуго Волф и стига до 20 век – Малер, Рихард Щраус, Де Файя, Форе, Кьоклен, Бритън, Шьонберг, Берг, Онегер, Бохуслав Мартину, Тадеуш Берд и много други.
Към всичко това трябва да се прибавят още песни от руските композитори Глинка, Чайковски, Рахманинов, Прокофиев, Шостакович, Свиридов, Слонимски.
Списъкът продължава с българските автори Добри Христов, Панчо Владигеров, Любомир Пипков, Димитър Ненов, Марин Големинов, Веселин Стоянов, Г. Златев-Черкин, Парашкев Хаджиев, Лазар Николов, Тодор Попов, Димитър Петков, Пенчо Стоянов, Жул Леви, Георги Костов, Стефан Драгостинов, Румяна Станчева, Димитър Наумов и др.
Гастролирала е в Австрия, Холандия, Югославия, Германия, Куба, Япония, в Москва, Талин, Рига, Ленинград, Минск, Чехословакия, Полша; пяла е на фестивала „Беролина“ с големия оркестър на Берлинското радио, в Хале на Хенделовите празници при 1977 г. и др.
Многобройни са участията ѝ в кантатно-ораториални творби. Звукозаписите ѝ в Българското национално радио са над 10 часа и много от тях са в „Златния фонд“. Има издадени 3 самостоятелни грамофонни плочи и участия в общи издания.

## Преподавателска кариера в ДМА
- 1964 – 1967 г. Асистент по оперно пеене при проф. Дякович
- 1967 – 1970 г. Преподавател по пеене
- 1970 – 1973 г. Старши преподавател
- 1974 г. Доцент по пеене
- 1976 – 1978 г. Старши специалист по музикално образование (по съвместителство) към Комитета за култура
- 1987 г. Професор по пеене. Участва в работата на I Световен конгрес на вокални педагози и учители в Страсбург с открит урок по вокална техника, която демонстрира с Веселина Кацарова (тогава студентка III курс в ДМА)
- 1987 – 1993 г. Декан на Вокалния факултет в ДМА
- 2000 – 2002 г. Гост-професор в университета „Мукогава“ – Осака, Япония

### Участия като вокален педагог в курсове
- 1979 – 1985 г. Международен курс по пеене с японски певици – България
- 1986 г. Република Северна Корея: Пхенян – едномесечен курс по пеене
- Япония: Токио, Киото, Хамамацу – майсторски класове
- 1988, 1989 г. Двуседмичен курс – София, ДМА с японски певици, организиран от Хисако Мориике.
- 2002, 2003 г. Международна лятна Академия за музика „Русалка“

### Участия като член на жури на певчески конкурси:
- 1973 – 1998 г. Национален конкурс за певци и инструменталисти в Провадия. В две от неговите издания – председател на журито по пеене.
- 1984 г. Лайпциг – Международен конкурс „Й. С. Бах“ – член на жури по пеене.
- 1988 г. Международен конкурс „Й. С. Бах“ – член на жури по пеене.
- 1991 г. Международен конкурс за певци – Тбилиси, Грузия – член на жури по пеене.
- 2002 г. Национален конкурс „П. И. Чайковски“, Токио, Япония – член на жури по пеене.

## Ученици
През годините, в академичните класове на проф. Реса Колева завършват десетки български и чуждестранни студенти. Почти всички от тях сетне намират професионална реализация в оперните театри на България и чужбина. Сред възпитаниците на проф. Реса Колева безспорно най-ярко се откроява талантът на Веселина Кацарова, носителка на многобройни престижни музикални награди.
Изключително успешна артистична кариера има и Светла Василева. Тя гастролира в централни сопранови арии на оперните сцени в Европа, САЩ и Япония, където работи с едни от най-изтъкнатите диригенти на нашето време.
Продължител на певческата школа на проф. Реса Колева е друг от нейните ученици – проф. Генко Гешев. Той е преподавател в Duquesne University в Питсбърг, САЩ, основател на Международната оперна академия и изпълнителен директор на оперния конкурс в Болоня, Италия, води майсторски класове по оперно пеене в Пекин, Шанхай, Китай и в България.

### Ученици, лауреати на международни конкурси
- Ахарон Анмахян – „Верчели“, Италия
- Арсений Арсов – „Мария Калас“, Гърция
- Веселина Кацарова – „Нови гласове“, Гютерфлоо, Германия
- Офелия Христова – „Млади оперни певци“, София
- Евгений Демерджиев – Претория, ЮАР
- Йон Чол – Памплона, Испания
- Дора Дочева – Реажо Емилия, Италия

## Научни публикации
- „Вокални особености в интерпретацията на Шуманови песни“
- „Соловите песни на Георги Златев Черкин“
- „Основни проблеми в работата на вокалния педагог“
- „Българската вокална школа“

Проф. Колева е автор на много научни рецензии, съставител е на песенни сборници.

## Отличия
Проф. Реса Колева е била отличена със:
- Звание „Заслужил артист“ – 1986 г.
- „Златен век“ на Министерството на културата – 2014 г.
- „Доктор хонорис кауза“ на Националната музикална академия „Проф. Панчо Владигеров“ – 2014 г.[5]